# Euphorbia bartolomei
Euphorbia bartolomei là một loài thực vật có hoa trong họ Đại kích. Loài này được Greene mô tả khoa học đầu tiên năm April 1889.